# Großthiemig
Großthiemig ist eine Gemeinde im südbrandenburgischen Landkreis Elbe-Elster. Sie gehört dem Amt Schradenland mit Sitz in der Gemeinde Gröden an.

## Geografie
Die Schradengemeinde Großthiemig befindet sich etwa 15 Kilometer südöstlich von Elsterwerda in unmittelbarer Nähe zur sächsischen Landesgrenze.

## Gemeindegliederung
Großthiemig hat keine amtlich ausgewiesenen Ortsteile, bewohnten Gemeindeteile oder Wohnplätze.

## Geschichte

Großthiemig auf einer geschichtlichen Karte des Kreises Liebenwerda (1910).

Der Ort wurde 1389 erstmals als Thimmigk erwähnt.
Großthiemig gehörte seit 1816 zum Kreis Liebenwerda in der Provinz Sachsen und ab 1952 zum Kreis Bad Liebenwerda im DDR-Bezirk Cottbus. Seit 1993 liegt die Gemeinde im brandenburgischen Landkreis Elbe-Elster.

## Bevölkerungsentwicklung
| Jahr | Einwohner |
| ---- | --------- |
| 1875 | 1 200     |
| 1890 | 1 300     |
| 1910 | 1 400     |
| 1925 | 1 516     |
| 1933 | 1 281     |
| 1939 | 1 274     |

| Jahr | Einwohner |
| ---- | --------- |
| 1946 | 1 776     |
| 1950 | 1 742     |
| 1964 | 1 554     |
| 1971 | 1 568     |
| 1981 | 1 529     |
| 1985 | 1 479     |

| Jahr | Einwohner |
| ---- | --------- |
| 1990 | 1 455     |
| 1995 | 1 368     |
| 2000 | 1 315     |
| 2005 | 1 203     |
| 2010 | 1 158     |
| 2015 | 1 073     |

| Jahr | Einwohner |
| ---- | --------- |
| 2020 | 1 012     |
| 2021 | 1 004     |
| 2022 | 1 011     |
| 2023 | 0 986     |
| 2024 | 0 981     |

Gebietsstand des jeweiligen Jahres, Einwohnerzahl: Stand 31. Dezember (ab 1991), ab 2011 auf Basis des Zensus 2011, ab 2022 auf Basis des Zensus 2022

## Politik

### Gemeindevertretung
Die Gemeindevertretung von Großthiemig besteht aus 10 Gemeindevertretern und dem ehrenamtlichen Bürgermeister. Die Kommunalwahl am 26. Mai 2019 und 9. Juni 2024 führten zu folgendem Ergebnis:
| Partei / Wählergruppe              | Stimmenanteil 2019 | Sitze 2019 | Stimmenanteil 2024 | Sitze 2024 |
| ---------------------------------- | ------------------ | ---------- | ------------------ | ---------- |
| Wählergruppe Freiwillige Feuerwehr | 40,6 %             | 4          | 30,6 %             | 3          |
| Wählergruppe Sport                 | 29,9 %             | 3          | 15,1 %             | 1          |
| Einzelbewerber Michael Ziegenbalg  | 13,5 %             | 1          | 9,4 %              | 1          |
| CDU                                | 11,0 %             | 1          | 15,8 %             | 2          |
| Einzelbewerber Carsten Weichelt    | 05,1 %             | 1          | 03,1 %             | -          |
| AfD                                |                    |            | 15,2 %             | 1          |
| Einzelbewerber Imhof               |                    |            | 10,8 %             | 1          |

Da der Einzelbewerber Imhof bei der Wahl 2024 soviele Stimmen auf sich vereinigen konnte, dass ihm zwei Sitze zugestanden hätten, bleibt ein Sitz der Gemeindevertretung vakant.

### Bürgermeister
- 1998–2008: Georg Rimke[8]
- 2008–2019: Andreas Klemm[9]
- seit 2019: Heiko Imhof[10]

Imhof wurde in der Bürgermeisterwahl am 9. Juni 2024 ohne Gegenkandidat mit 84,9 % der gültigen Stimmen für eine weitere Amtszeit von fünf Jahren wiedergewählt.

### Wappen
Das Wappen wurde am 6. Januar 1995 genehmigt.
Blasonierung: „Geteilt von Grün über Blau durch eine gewölbte Steinbrücke mit Geländer, oben ein belaubter silberner Lindenzweig mit zwei Fruchtständen.“

## Sehenswürdigkeiten

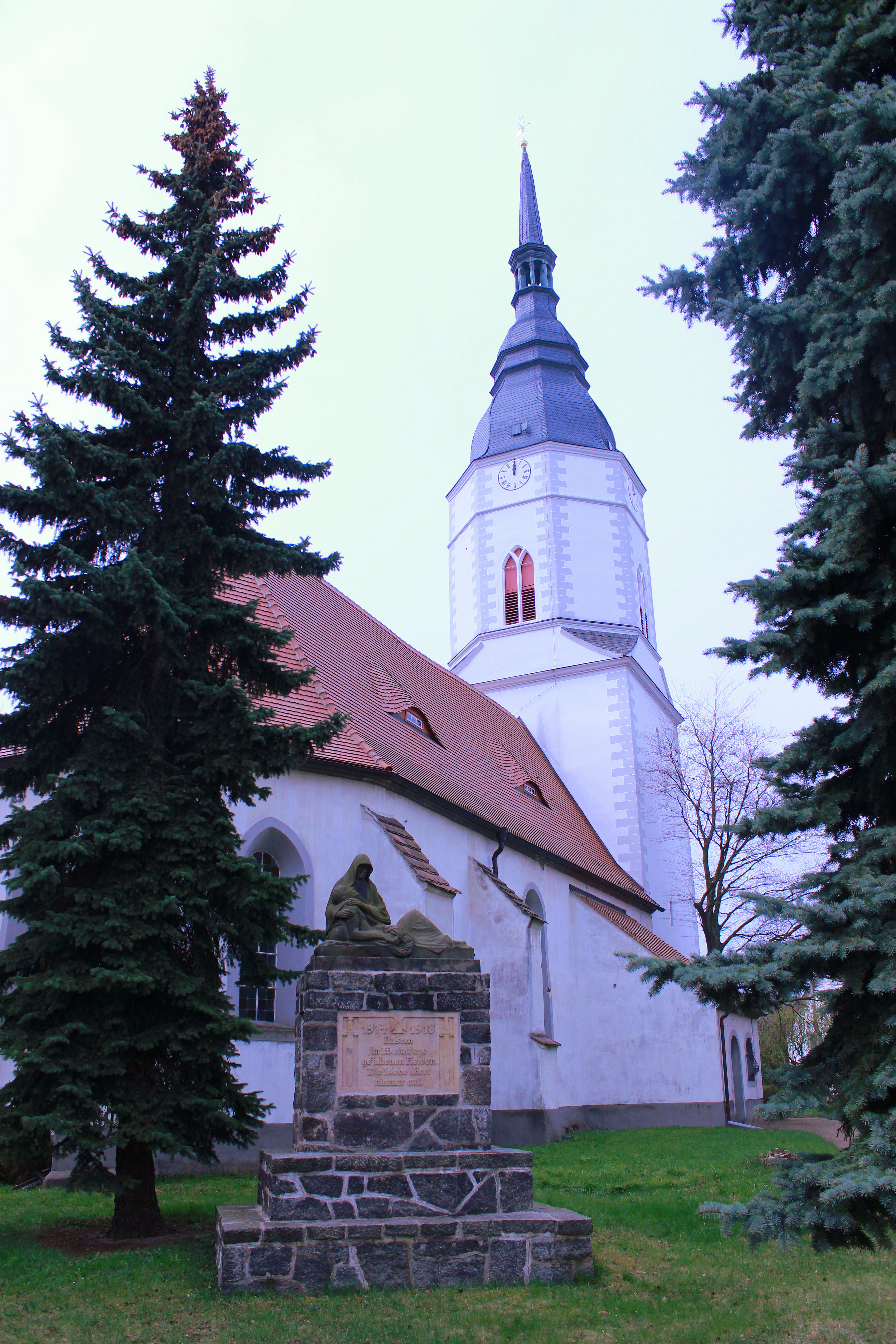
Kirche mit Kriegerdenkmal

In der Liste der Baudenkmale in Großthiemig und in der Liste der Bodendenkmale in Großthiemig stehen die in der Denkmalliste des Landes Brandenburg eingetragenen Kulturdenkmale.
- Gotische Dorfkirche
- Kommunales Backhaus
- Wasserhaus
- Ehemaliger Gasthof „Wilder Mann“
- Kriegerdenkmal zu Ehren der im Ersten Weltkrieg gefallenen Einwohner
- Freibad Großthiemig

## Verkehr
Großthiemig liegt an der Landesstraße 59 zwischen Gröditz und Ortrand. Die nächstliegende Autobahnanschlussstelle ist Ortrand an der A 13 Berlin–Dresden.
Der nächstgelegene Bahnhof ist Ortrand an der Bahnstrecke Großenhain–Cottbus. Er wird von den Regionalexpresslinien RE 15 Hoyerswerda–Dresden  und RE 18 Cottbus–Dresden bedient.

## Persönlichkeiten
- Wilhelm Braune (1850–1926), Germanist, in Großthiemig geboren
- August Förster (1880–1959), Wunderheiler, lebte in Großthiemig. Noch heute gibt es in der Löwenapotheke Ortrand und in Hirschfeld seine sogenannten „August-Tropfen“ und die „Förstersalbe“. In vielen Orten kannten ihn die älteren Leute auch unter „Dafts August“ (ein Flurstück in Großthiemig nennt man landläufig „Dafts Birken“).